# Therioaphis ononidis
Therioaphis ononidis är en insektsart som först beskrevs av Johann Heinrich Kaltenbach 1846. Enligt Catalogue of Life ingår Therioaphis ononidis i släktet Therioaphis och familjen långrörsbladlöss, men enligt Dyntaxa är tillhörigheten istället släktet Therioaphis och familjen borstbladlöss. Arten är reproducerande i Sverige. Inga underarter finns listade i Catalogue of Life.